# タオルズ
タオルズは、西田遼二（ボーカル、ギター）と田口真一（ボーカル、ギター、カホン、コーラス）の二人からなる男性音楽ユニット。所属レーベルはインペリアルレコード。OFF THE BALL所属。2014年から活動停止中。

## 概要
自己満足で始まった路上ライブ中にもらったチラシをきっかけに、ダメもとで出場してみた2003年8月のNHKサマーソングバトルに予選トップの成績で通過し、決勝に進出した。代表曲「君に幸あれ」は2003年10月から2005年3月までの『爆笑オンエアバトル』とウインターソングバトル、2004年4月から2005年3月までの『熱唱オンエアバトル』のそれぞれのエンディングテーマ曲となった。それを契機にコロムビアミュージックエンタテインメント所属のメジャーアーティストとなり、2006年には、「100本ノック'06〜キャプテン、ズボンが破れてます〜」と題して、路上ライブを含め、100本のライブを行った。同年10月から12月まで「最後の夜」がTOKYO MXの情報番組『5時に夢中!』のエンディング曲に起用され、2007年明けからもお天気コーナーのBGMに使用された。
2009年2月には「アウトレット」発売を記念して「アウトレット直売ツアー2009〜何故ならCD屋にはないからです。〜」を行った。2009年11月7日の「第4回渋谷音楽祭」で渋谷C.C.Lemonホール（渋谷公会堂）にライブハウス推薦アーティストのトリ（フラッグアーティスト渡辺美里の前）として出演をし、「未来のファミリー」と「Water」を歌唱。2009年12月にフルアルバム「アウトレット2」をリリース。
2010年より「2010年全国ツアー」を開始し、引き続きライブを中心に全国で活動。2010年3月4日・5日に、タオルズ結成10周年Anniversary企画として「全曲ライブ2DAYS」を渋谷PLUGで行い、リリースした全44曲全てを二日間で歌いきった。
2010年6月27日に結成10年目Anniversary企画第弐弾として「タオルズ福岡初ワンマン〜第二の故郷と呼ばせてよ〜」をGate's 7で行った。2010年9月には、大分県を除く「九州ツアー」を行った。タオルズ結成10周年Anniversary企画第三弾「東西ワンマンライブ〜10年経っても成長痛〜」として、2010年11月20日に「福岡編〜若鷹軍団 優勝記念祭〜」を大名ROOMSで、2010年12月1日に「東京編〜田口真一 生誕祭〜」を渋谷o-nestで行い、ともに盛況にて終わった。
2011年9月1日から17日まで、「君は正しい」が太陽生命カップ2011 第2回全国中学生ラグビーフットボール大会を応援するテレビCMのテーマソングに起用された。2011年12月15日、「2012猛攻宣言〜田口真一生誕祭と、2011年ラストライブも添えて〜」と題したSHIBUYA BOXXでのワンマンライブが行われた。
2012年4月14日、LiveHouse D'にて「タオルズワンマンライブ大阪」。2012年6月19日、BEAT STATIONにて「リリース前夜タオルズワンマンライブ～フライングゲット!今宵、一足先に～」。2012年8月18日、TAKE OFF 7にてニューシングル発売記念ワンマンライブ「すみません、大変おそくなりました!? 人生最良の罪滅ぼし?」。2012年9月1日から17日まで、前年に引き続き、「君は正しい」が太陽生命カップ2012　第3回全国中学生ラグビーフットボール大会を応援するテレビCMのテーマソングに起用された。2012年10月3日には、ミニアルバム「cue」リリース記念2マンライブ「類は友をcalling福岡編〜大阪から来てくれるかな!?〜」が福岡Spiral factoryにて行われた。その後も精力的に楽曲制作を行い、近年は渋谷のライブハウスを中心に活動中。
2013年より、インペリアルレコードに移籍し、7年ぶりにメジャーレーベルに復帰。『water』収録の「棘」が2013年9月2日より10月25日まで放送予定の東海テレビの昼ドラ『潔子爛漫〜きよこらんまん〜』のエンディングテーマに起用され、JFN38局ネット桑田佳祐のやさしい夜遊びの番組内で「桑田佳祐が選ぶ2013邦楽ベスト20」で14位に選ばれた。
2014年5月10日栄ミナミ音楽祭に出演。2014年6月7日と8日「4年ぶり！全曲ライブ2DAYS@大阪 ～52曲に増えちゃった～」を大阪LIVE HOUSE D'にて盛況で行った。

## 人物・エピソード
- 尊敬する歌手は、西田はサザンオールスターズの桑田佳祐、田口は広沢タダシである。
- 西田の雪谷高等学校野球部の一年先輩に、俳優の佐藤祐基がいる。wacci、うたまろらと親交が深い。
- 2000年の高校受験が終わり、中学の同級生が音楽ユニットを次々と結成していた時、声のかからなかった野球部の肥満児ふたりが結成したのがタオルズだった。
- 西田が雪谷高等学校での自分の卒業式のために作詞作曲をして、2003年3月の卒業式当日歌ったのが「3月7日、月曜日。」である。
- 2003年8月のNHKサマーソングバトルに出場して代表曲となった「君に幸あれ」は、制限時間内に収まる楽曲としては応募当時これしかなかった。
- 「ゆびきり」は従兄弟の依頼で西田がその従兄弟の結婚式で歌うために作詞作曲し、その後2005年10月に発売されたアルバム「雪ヶ谷失恋白書」に収録された。
- 一部の楽曲がインターネットラジオ・らじろぐのサウンドストリーマーに入っており、多く流されている。また、ほとんどの楽曲はiTunesなどからダウンロード購入できる。
- 「君に幸あれ」は、2007年5月に仲村瑠璃亜、2011年6月には川嶋あいによってそれぞれカバーされた。

## ディスコグラフィー

### シングル
- 君に幸あれ（2003年11月27日発売）商品番号：MTCH-1077
  1. 君に幸あれ
  2. 春恋歌
  3. 君に幸あれ(カラオケ)
- 君に幸あれ / 猫の詩 タオルズ&キャットフラメンコダンサーズ（2004年12月29日発売）商品番号：COCA-15731
  1. 君に幸あれ
  2. 猫の歌
  3. 君に幸あれ(カラオケ)
  4. 猫の歌(カラオケ)
- 人生最良の今日よりも / コールミー（2012年6月20日発売）商品番号：OTB-0001
  1. 人生最良の今日よりも
  2. コールミー

### アルバム
- 君に幸あれ（2004年4月21日発売）商品番号：COCP-32624
  1. とんこつらーめん
  2. あいかわらず
  3. ひとこと
  4. きみうた
  5. 君に幸あれ(Album Version)
  6. 君に幸あれ(Instrumental)
- 純情フェチ（2005年3月2日発売）商品番号：COCP-32915
  1. 君に幸あれ
  2. 元気でいますか
  3. 臆病者
  4. 月夜に君と
  5. 晴れますように
  6. Tシャツ
  7. アカネゾラ
  8. 桜並木
  9. 3月7日、月曜日。
  10. 花
- 雪ヶ谷失恋白書（2005年10月26日発売）商品番号：COCP-33382
  1. 山吹色の木の下で
  2. ゆびきり
  3. ペダル
  4. ビタミンQ
  5. 冬恋歌
  6. また会えるかな
  7. ゆびきり(カラオケ)
- Boys and Girls（2006年9月20日発売）商品番号：COCP-33627
  1. 最後の夜
  2. こんなにも悲しい
  3. エブリデー・ホリデー
  4. 愛しさの裏返し
  5. 悲しきASIAN BOY
  6. 5時の鐘
  7. 葉桜
  8. 君に幸あれ(TV.Ver)
  9. 究極の凡人
  10. 何処かで君を見つけても
  11. オレンジロード
- 東京物語（2007年7月18日発売）商品番号：OMOCD-0039
  1. 未来のファミリー
  2. ありがとうなんて言わないで
  3. ねずみ花火
  4. リセットボタン
  5. 大井町線
  6. 東京ボーイ
- アウトレット（2009年2月20日発売）商品番号：なし（ライブ会場・通販限定）
  1. ハッピーライフ
  2. Water
  3. 類は友をCalling
- アウトレット2（2009年12月17日発売）商品番号：OMOCD-0066（ライブ会場・通販限定）
  1. ドライブ
  2. つばめのいえ
  3. 或る夏の日曜日
  4. 虹になれ
  5. ハナレバナレ
  6. 春は来る
  7. 東京ボーイ(LIVE TRACKS)
  8. 究極の凡人(LIVE TRACKS)
  9. こんなにも悲しい(LIVE TRACKS)
- cue（2012年10月3日発売）商品番号：OTB-0002
  1. ハヤブサ
  2. コールミー
  3. こいのうた
  4. 君は正しい
  5. スッゲー
  6. 人生最良の今日よりも
- water（2013年9月25日発売）商品番号：TECI-1376
  1. water
  2. 棘
  3. オニオン
  4. ハヤブサ(LIVE TRACKS)
  5. 君は正しい(LIVE TRACKS)
  6. ハナレバナレ(LIVE TRACKS)
  7. 人生最良の今日よりも(LIVE TRACKS)
  8. 冬恋歌(LIVE TRACKS)
- 靴底鳴らせ（2014年4月23日発売）初回限定盤　商品番号：TECI-1402
  1. 靴底鳴らせ
  2. MICROPHONE
  3. ドライブ
  4. 春は来る
  5. スッゲー～LIVE@Nagoya Heartland Studio 2013.10.27～
  6. ハヤブサ（Live@渋谷duo Music Exchange 2013.07.06）DVD
  7. 君は正しい（Live@渋谷duo Music Exchange 2013.07.06）DVD
- 靴底鳴らせ（2014年4月23日発売）商品番号：TECI-1403
  1. 靴底鳴らせ
  2. MICROPHONE
  3. ドライブ
  4. 春は来る
  5. 君に幸あれ ~Like a street ver.~

### 未音源化楽曲
- あしあと
- 嘘だったんだろう
- 恋は続いてく
- これからも
- サヨナラの価値
- 旅人
- 多摩川
- フリーター
- life work
- バースデー

## 出演

### テレビ
- サマーソングバトル（NHK総合） 成績 予選 441KB 決勝 666KB
- 熱唱オンエアバトル（NHK総合） 成績 オンエア率2/2 最高KB 413KB

### ラジオ
- Radio Backers〜君に幸あれ〜（2013年4月 - 、TOKYO FM）
- 誰だよタオルズ（2014年4月 - 、CBCラジオ）
- SHOVEL FRIDAY（2014年4月 - 、ZIP-FM）